# Société historique polonaise
Ne doit pas être confondu avec Société historique et littéraire polonaise.
La Société historique polonaise (Polskie Towarzystwo Historyczne, PTH) est une société savante d'historiens polonais, réunissant les professionnels et amateurs d'histoire, créée en 1886 à Lwów à l'initiative de Ksawery Liske (en) en tant que société locale. Après 1925, elle devint une organisation dédiée à l'avancement des connaissances et des études concernant l'histoire de la Pologne et dont les ramifications s'étendent à l'échelle du pays. Elle compte 40 sections locales et plus de 3 000 membres. Depuis 1974, elle organise des concours et, depuis 1980, elle tient un congrès tous les cinq ans. Depuis 2005, elle a le statut d'une organisation d'utilité publique (pl) (OPP) selon les termes du droit polonais.

## Historique
- 1886 - Création de la Société historique de Lwów ; ses objectifs étaient les suivants : maintenir les contacts entre les historiens et les partitions résidant à l'étranger, popularisation de l'histoire nationale polonaise
- 1890 - Congrès organisé par les historiens polonais de la société (le congrès organisé par l'Académie polonaise des arts et sciences pour l'anniversaire de la mort de Jan Długosz en 1880 à Cracovie est considéré comme le premier congrès universel des historiens polonais.)
- 1913 - Établissement d'une antenne à Cracovie
- 1925 - Transformation de la Société historique de Lwów en association nationale sous le nom de Société historique polonaise
- 1925 - Établissement d'une antenne à Poznań[1]
- 1927 - La direction de la société est établie à Łódź (en 1958, elle publie le premier volume de l’Annuaire de Łódź)
- 1945 - Déménagement du siège du quartier général de Lviv à Cracovie
- 1950 - Déménagement du siège du quartier général de Cracovie à Varsovie
- 1955 - Création d'une antenne à Kalisz; 1968 elle publie le premier volume de l’Annuaire de Kalisz
- 1974 - Organisation par le ministère de l'Éducation nationale et la Société historique polonaise de la première Olympiade d'histoire pour les étudiants des écoles du niveau post-primaire
- 1993 - Première édition du concours portant sur la connaissance du parlementarisme
- 2003 - Krzysztof Mikulski (d) de Toruń devient le président de la société et Tadeusz Radzik (d) le secrétaire général
- 2004 - XVIIe Assemblée générale des historiens polonais à Cracovie
- 2006 - Assemblée générale des délégués de la Société historique polonaise à Pułtusk
- 2009 - XVIIIe Congrès général des historiens polonais et l'Assemblée générale des délégués de la Société historique polonaise à Olsztyn
- 2014 - XIXe Congrès général  des historiens polonais à Szczecin sous le thème « Pologne - Mer Baltique - Europe »[2]

## Liste des congrès généraux des historiens polonais
- Premier Congrès général des historiens polonais (Congrès historique de Jan Długosz), Cracovie, 18-21 mai 1880
- Deuxième Congrès général des historiens polonais, Lwów, 17-19 juillet 1890
- Troisième Congrès universel des historiens polonais, Cracovie, 4-6 juin 1900
- IVe Assemblée générale des historiens polonais, Poznań, 6-8 décembre 1925
- Ve Congrès général des historiens polonais, Varsovie, 28 novembre-4 décembre 1930
- VIe Congrès général des historiens polonais, Wilno (Vilnius), 17-20 septembre 1935
- VIIe Congrès général des historiens polonais, Wrocław, 19-22 septembre 1948
- VIIIe Congrès général des historiens polonais, Cracovie, 14-17 septembre 1958
- IXe Congrès général des historiens polonais, Varsovie 13-15 septembre 1963
- Xe Congrès général des historiens polonais, Lublin, 9-13 septembre 1969
- XIe Congrès général des historiens polonais, Toruń, 9-12 septembre 1974
- XIIe Congrès général des historiens polonais, Katowice, 17-20 septembre 1979
- XIIIe Congrès général des historiens polonais, Poznań, 6-9 septembre 1984
- XIVe Congrès général des historiens polonais, Łódź, 7-10 septembre 1989
- XVe Assemblée générale des historiens polonais, Gdańsk, 19-21 septembre 1994
- XVIe Congrès général des historiens polonais, Wrocław, 15-18 septembre 1999
- XVIIe Congrès général des historiens polonais, Cracovie, 15-18 septembre 2004
- XVIIIe Congrès général des historiens polonais, Olsztyn, 16-19 septembre 2009
- XIXe Congrès général des historiens polonais, Szczecin, 17-21 septembre 2014
- XXe Congrès général des historiens polonais, Lublin, septembre 2019[3]

## Les présidents de la société historique polonaise
- Ksawery Liske (1886-1891)
- Tadeusz Wojciechowski (1891-1914)
- Ludwik Finkel (1914-1923)
- Stanisław Zakrzewski (1923-1932 et 1934-1936)
- Franciszek Bujak (1932-1934 et 1936-1937)
- Ludwik Kolankowski (1937-1947)
- Władysław Konopczyński (1947)
- Jan Dąbrowski (1947-1950)
- Tadeusz Manteuffel (1950-1953)
- Natalia Gąsiorowska (1953-1956)
- Stanisław Herbst (1956-1973)
- Marian Biskup (1973-1978)
- Henryk Samsonowicz (1978-1982)
- Andrzej Zahorski (1982-1988)
- Andrzej Ajnenkiel (1988-1991)
- Jacek Staszewski (1991-1997)
- Wojciech Wrzesiński (1997-2003)
- Krzysztof Mikulski (2003-2013)
- Jan Szymczak (2013-2015)
- Krzysztof Mikulski (2015-)